# Mistrzostwa Europy w Łucznictwie 1994
13. Mistrzostwa Europy w łucznictwie odbyły się w dniach 19 - 23 lipca 1994 w Nymburku w Czechach. Po raz pierwszy na mistrzostwach startowali zawodnicy strzelający z łuków bloczkowych.

## Medaliści

### Strzelanie z łuku klasycznego
| Konkurencja:           | Złoto:                                                             | Srebro:                                                       | Brąz:                                                          |
| indywidualnie kobiet   | Jelena Tutaczikowa                                                 | Barbara Mensing                                               | Séverine Bonal                                                 |
| indywidualnie mężczyzn | Jari Lipponen                                                      | Sébastien Flûte                                               | Iwan Iwanow                                                    |
| drużynowo kobiet       | Rosja · Jelena Tutaczikowa · Natalija Bołotowa · Jelena Postnikowa | Niemcy · Barbara Mensing · Cornelia Pfohl · Sandra Wagner     | Turcja · Elif Altınkaynak · Elif Ekşi · Zehra Öktem            |
| drużynowo mężczyzn     | Finlandia · Jari Lipponen · Ismo Falck · Tomi Poikolainen          | Rosja · Bair Badionow · Gienadij Mitrofanow · Walerij Łysenko | Francja · Sébastien Flute · Lionel Torrés · Guillaume Duborper |

### Strzelanie z łuku bloczkowego
| Konkurencja:           | Złoto:                                                   | Srebro:                                                                | Brąz:                                                     |
| indywidualnie kobiet   | Helena Nelson                                            | Nichola Simpson                                                        | Valérie Fabre                                             |
| indywidualnie mężczyzn | Simon Tarplee                                            | Pietro Carollo                                                         | Tom Henriksen                                             |
| drużynowo kobiet       | Francja · Valérie Fabre · Cordier · Delorraine           | Włochy · Fabiola Palazzini · Paola Baschetti · Stefania Montagnoni     | Szwecja · Helena Nelson · Eva Olsson · Eva Viklund        |
| drużynowo mężczyzn     | Szwecja · Morgan Lundin · Ulf Persson · Fredrik Lindblad | Wielka Brytania · Simon Tarplee · Bernard Dicks · Christopher Simmonds | Włochy · Mario Ruele · Pietro Carollo · Fabio Notardonato |

## Klasyfikacja medalowa
| Lp. | Państwo         | Złoto | Srebro | Brąz | Razem |
| 1.  | Rosja           | 2     | 1      | 0    | 3     |
| 2.  | Szwecja         | 2     | 0      | 1    | 3     |
| 3.  | Finlandia       | 2     | 0      | 0    | 2     |
| 4.  | Wielka Brytania | 1     | 2      | 0    | 3     |
| 5.  | Francja         | 1     | 1      | 3    | 5     |
| 6.  | Włochy          | 0     | 2      | 1    | 3     |
| 7.  | Niemcy          | 0     | 2      | 0    | 2     |
| 8.  | Bułgaria        | 0     | 0      | 1    | 1     |
| 8.  | Dania           | 0     | 0      | 1    | 1     |
| 8.  | Turcja          | 0     | 0      | 1    | 1     |